# انتقال میراث کلاسیک به اروپای لاتین
انتقال میراث کلاسیک به اروپای لاتین در سده های میانه یک عامل کلیدی در توسعه حیات فکری در سده دوازدهم در اروپای غربی بود. علاقه به متون یونانی زبان دوران یونان کلاسیک و دسترس پذیری به آن در سده های میانه پیشین کمیاب بود، اما با گسترش آمد و شد به شرق، دانشوری در غرب اروپا نیز فزونی یافت.
پس از پایان یافتن جنگ چهارم صلیبی و غارت شهر قسطنطنیه و تشکیل امپراتوری لاتین، فرایند انتقال کتب و منابع ارزشمند یونانی زبان که از دوران یونان کلاسیک تا بیزانس بود، به اروپای لاتین تشدید شد و پطی قرون ۱۳ و ۱۴، دانشمندان و عالمانی همچون ویلیام موربیکی، آثار و متون اصلی یونانی در باب علوم و فلسفه از افرادی همچون ارسطو، ارشمیدس، هرون اسکندرانی و پروکلس لیکایوس را به زبان لاتین، زبان اصلی اروپا، ترجمه کردند تا دستاوردهای علمی و فلسفی یونان و امپراتوری روم به اروپا منتقل شود.
این انتقال دستاوردها طی قرون بعدی سبب تحول در دنیای فکری و هنری اروپای قرون وسطا شد. طی این قرون، اروپا شاهد رشد موسسات آموزشی و طلوع دانشگاه همچون دانشگاه پادووا، رشد تفکرات الهیاتی، احیای قوانین متعلق به روم، تجدید علاقه به فرهنگ باستان یونان و روم، بسط ادبیات به زبان مادری و فوران فعالیت‌های هنری است که عاملی برای پیدایش رنسانس در قرن ۱۵ در اروپا شد.